# Нишлићева кућа
Нишлићева кућа је једна од најстаријих кућа у Грочанској чаршији, подигнута у 19. веку.
Грочанска чаршија је још 1966. године проглашена је за споменик културе – просторну културно-историјску целину. Тринаест година касније, 1979. године, Грочанска чаршија утврђена и за културно добро од великог значаја. Поред решења о заштити Грочанске чаршије, у овом периоду донета су и решења којима су заштићени и појединачни објекти на територији вароши. Нишлићева кућа налази се у Чаршији и заштићена је у склопу просторне културно-историјске целине.

## Историја
Породица Нишлић је пореклом из Ниша. Најстарији предак био је Драгутин. Радио је у општини као деловођа. Са супругом Јованком имао петоро деце: Михаила, Милицу, Петрију, Илију и Исаила (Ису).
У истом дворишту породичне куће Нишлића налазио се модерно опремљен млин који је служио за млевење крупног брашна за сточну исхрану.

### Нишлићев млин
У јесен 1928. године почела је са радом прва централа која је производила струју с бензинским погонским горивом и трајала је само три године јер није могла да задовољи капацитете Варошице.
Власник млина Исаило (Иса) Нишлић прихватио је обавезу о производњи струје (1931. година) и са општином склопио споразум и обавезу о снадбевању струјом све досадашње кориснике.